# Radio-Aktivität
Radio-Aktivität (нем. игра слов, которая может означать «Активность на Радио» или «Радиоактивность», английское название: Radio-Activity) — пятый студийный альбом немецкой электронной группы Kraftwerk, вышедший 31 октября 1975 года. Radio-Aktivität — первый полностью электронный альбом группы, а также второй, после Autobahn, концептуальный альбом, посвящённый на этот раз темам радиоактивного распада и радиосвязи. Все релизы альбома были двуязычными, с текстами песен как на английском, так и на немецком языках. Альбом сопровождался синглом с заглавным треком, который имел успех во Франции и Бельгии.
Именно с этого альбома Kraftwerk стали работать в своём классическом составе квартета, состоящим из Ральфа Хюттера, Флориана Шнайдера, Карла Бартоса и Вольфганга Флюра.

## Об альбоме
После успеха своего предшественника Autobahn 1974 года, альбома, основанного на одноимённой сети автомагистралей Германии, Kraftwerk отправились в турне по Соединённым Штатам с "классическим" составом группы, сформированным Ральфом Хюттером, Флорианом Шнайдером, Вольфгангом Флюром и Карлом Бартосом, который присоединился в феврале 1975 года, в апреле и мае 1975 года.

## Название альбома
Название альбома основано на игре слов, которую участники группы, проявив своё специфичное чувство юмора, выразили путём добавления всего лишь одного дефиса. В результате получился каламбур, основанный на двух темах, затронутых в песнях этого альбома: половина из них о радиоактивности, а другая — о феномене радио как такового. Однако музыкантам всё же пришлось выслушать упрёки в том, что они подобным названием прославляют радиоактивность. Бартос рассказал, что во время своего турне по Соединённым Штатам название было вдохновлено колонкой чартов в американском журнале Billboard, в которой были представлены наиболее популярные синглы под названием «Radio Activity». По словам Вольфганга Флюра, концепция возникла в результате многочисленных радиоинтервью, которые Ральф и Флориан дали во время своего американского турне.
Тема радио, напрямую связанная с электричеством и электроникой, уместно отразилась в звучании альбома: это был первый их альбом, полностью записанный при помощи электронных инструментов, без скрипок, флейты и гитар, как раньше.

## Композиция и запись
В «Radio-Aktivität» нет традиционных пауз между композициями, как и песни на радио, они «наплывают» друг на друга. Альбом был спродюсирован Хюттером и Шнайдером самостоятельно, Карл и Вольфганг работали над электронной перкуссией. Вся музыка была написана Хюттером и Шнайдером, а над текстами сотрудничал Эмиль Шульт. Для этого альбома группа решила записать несколько вокальных партий на английском языке, и Шульт после некоторого обучения в Соединённых Штатах владел этим языком лучше, чем Хюттер или Шнайдер. Тим Барр отметил влияние, которое оказал его опыт в Соединённых Штатах на его способность говорить на этом языке, а также более тонкими способами.

## Песни

### Geigerzähler/Geiger Counter
Эта песня состоит в основном из ритмичных, медленно ускоряющихся ударов, имитирующих счётчик Гейгера и основанных на Конкретной Музыке. Позже к ним добавляется нерегулярный шум и ещё один электронный шум. Вскоре после этого Geigerzähler плавно переходит к заглавной песне.

### Radioaktivität/Radioactivity
Заглавная песня построена на постоянно повторяющейся теме в ля миноре, мелодия которой в значительной степени характеризуется скачками кварты. Последовательность гармоний ограничена чередованием тоники ля минор и субдоминантно-параллельной фа, тонико-параллельной До и её доминантой соль.
Что касается содержания, то в этой песне используется игра слов из названия. Поются попеременно на немецком и английском языках "Radio-Aktivität" и "Radioaktivität". При этом делается упор как на Марию Кюри, так и на популярные лозунги в поддержку ядерной энергетики ("Когда речь идет о нашем будущем"). Между отрывками текста слово «радиоактивность» вводится Азбукой Морзе.
Песня примечательна тем, что в ней используется Vako Orchestron для обеспечения вокального хора.
2-я сведённая версия песни для альбома The Mix — это также версия, используемая для концертов группы. Она отличается от старой версии новым текстом (радиационная смерть и мутация в результате быстрого ядерного синтеза), "ОСТАНОВКОЙ" перед "радиоактивностью" и началом, в котором ядерные аварии перечисляются голосом робовокса. Песня была дополнена новыми строками текста, потому что исходный текст был сочтён местами слишком некритичным в отношении рисков, связанных с ядерной энергией.

### Radioland
В этой песне чередуются спетые отрывки, инструментальная обработка темы и электронные эффекты. Все это сопровождается ритмом в 4/4 такта.
Текст, похожий на слоган, повествует о настройке транзисторного радиоприёмника. При этом каждый отрывок текста сначала поётся на немецком языке, а затем повторяется на английском.
Строки песни поочерёдно исполняют Хюттер и Шнайдер, что необычно тем, что в остальном на протяжении всей работы группы можно услышать голос Шнайдера только в электронном виде (тоесть голос вокодера).

### Ätherwellen/Airwaves
Эта песня основана на довольно простой мелодии с понижением в секундах, используемой инструментами и певцами и исполняемой на двух связанных с третями тональностях. Песня отличается довольно высоким темпом.
В лирическом плане песня довольно проста. Он описывает передачу и получение по радио в поэтической форме ("поют далекие голоса"), а также поётся попеременно на немецком и английском языках.

### Sendepause/Intermission
Эта песня представляет собой короткий переход, смоделированный по образцу радиопередачи с кратким знаком паузы.

### Nachrichten/News
В этй песне одновременно транслируются и воспроизводятся различные устные выпуски новостей с радио, а также используются электронные эффекты и звуковые эффекты, соответственно. Воспроизводятся шумы помех.
Сообщения якобы поступают от WDR, NDR, Bayerischer Rundfunk и Radio Bremen. В выпусках новостей сообщается о планируемых и строящихся атомных электростанциях, прогрессе в области энергетики и ограниченных запасах урана.

### Die Stimme der Energie/The Voice of Energy
Роботизированный голос (голос энергии), звучащий с помощью вокодера, говорит с точки зрения генератора электростанции о зависимости современного общества от электроэнергии ("Я ваш слуга и господин одновременно").

### Antenne/Antenna
В знакомом стиле песня описывает антенну, которая принимает радиоволны, излучаемые передатчиком в виде вибраций. При этом куплет исполняется на немецком языке, а припев — на английском. Характерным является вокал с множеством реверберационных эффектов.

### Radio Sterne/Radio Stars
Только ритмически повторяющийся, экспоненциально повышающий свою частоту осцилляторный тон составляет основу этого музыкального произведения. Пение снова сопровождается эффектами реверберации и сообщает о квазарах и пульсарах, которые излучают радиоволны в космосе и которые также могут быть приняты на Земле. При этом слова текста семплируются в ритме, над которым снова звучит отчуждённый голос, подчёркивающий основные слова текста (пульсары и квазары).

### Uran/Uranium
Эта песня органично связана с Radio Sterne и в ней используется отчуждённый голос для описания радиоактивного распада урана. Текст песни снова воспроизводится на английском языке и сопровождается атмосферным сдержанным аккордом.

### Transistor
Инициированный радиосэмплами, это короткая инструментальная песня, отмеченная множеством эхо-эффектов, название которой отсылает к транзисторным радиоприёмникам.
Хюттер использует здесь электронное пианино Farfisa.

### Ohm Sweet Ohm
Последняя песня начинается голосом вокодера, который несколько раз повторяет название песни. Это отсылка к английской идиоме "дом, милый дом" и единице измерения электрического сопротивления Ом.
За этим следует более длинная инструментальная пьеса с несколькими сольными пассажами, темп которой постоянно увеличивается, и которая, в отличие от предыдущей пьесы, состоит целиком и имеет лишь небольшое количество повторений. Он заканчивается в унисон и исчезает.

## Обложка

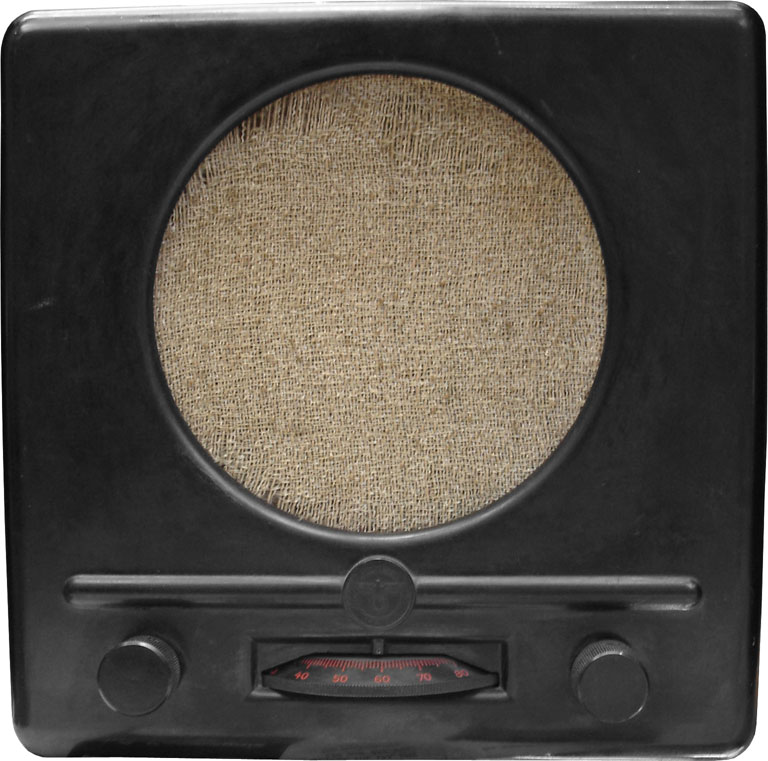
«Народный Приёмник», Typ DKE38 (1938—1945), который использовался для обложки и музыкальных видео альбома

Эмиль Шульт также разработал художественное оформление, основанное на радио "Deutscher Kleinempfänger" конца 1930-х годов.

## Музыкальные видео
В 1975 году были сняты два видеоклипа на песни "Radioaktivität" и "Antenne". Буклет ремастированной версии альбома 2009 года украшен иллюстрациями, в значительной степени заимствованными из музыкальных клипов. Кроме того, Kraftwerk использовали отрывки или определённые сцены для фоновых фильмов на сегодняшних концертах.
Музыкальное видео на песню "Radioaktivität" выдержано в красных тонах и начинается примерно с пятисекундного появления красного трилистника на жёлтом фоне, напоминающего международный знак радиоактивности и наклеек, прилагаемые к пластинке. За ним в течение ещё пяти секунд следует надпись "KRAFTWERK", окружённая пульсирующими точками. Затем сбоку в чёрном пространстве появляются две руки в перчатках, которые двигаются вверх и вниз с интервалом в несколько секунд. Точка света снова и снова появляется на руках. Затем следует показ участников группы в костюмах. Теперь можно увидеть поочерёдно крупные планы одной руки (на видео, вероятно, Хюттера), играющей на пианино, двух рук, играющих на электронных барабанах (вероятно, Вольфганга Флюра), и профиль головы Ральфа Хюттера, когда он поёт в микрофон. Дважды в затемнённой комнате можно увидеть полное изображение группы. Слева Хюттер за синтезатором и микрофоном, в центре Бартос и Флюр бок о бок за электронными ударными, и, наконец, справа Флориан Шнайдер за другим синтезатором, расположенным на уровне живота. Примерно в середине видео, в соответствии с инструментальной частью песни, в левой верхней половине снова появляются две руки в перчатках, которые теперь двигаются вверх и вниз в такт ритму. Пятно света стало более отчётливым. В правом нижнем углу теперь видна другая рука, которая перемещает маленький переключатель азбуки Морзе. В песне, тем временем, азбукой Морзе звучит слово радиоактивность. Видео заканчивается Народным Радиоприёмником, на который камера увеличивает масштаб.
Музыкальное видео на песню "Antenne" имеет аналогичную структуру. Теперь, оформленное в оттенках синего, видео начинается с того, что Хюттер поёт в микрофон в такт музыке спереди. После этого следует короткая анимация, показывающая кругами, как антенна принимает волны. После этого следует изображение параболического зеркала. Теперь, как и в музыкальном клипе на "Radioaktivität", снова можно увидеть группу полностью. Теперь, как и раньше, вместе с Хюттером можно увидеть Флориана Шнайдера, который поёт в (другой) микрофон. Анимацию антенны, полосу в целом и изображение параболического зеркала теперь можно просматривать последовательно. В соответствии с музыкой теперь появляется осциллограф, который синхронно визуализирует "колебания", которые можно услышать в музыке. Теперь появляется изображение группы, сидящей за небольшим столиком, на котором стоит Народный Радиоприёмник. Это изображение в аналогичной форме также можно найти в буклете ремастированной версии альбома 2009 года. На короткое время снова демонстрируется анимация антенны, затем снова изображение параболического зеркала, чтобы, наконец, вернуться в исходное положение, групповой портрет группы. Видео заканчивается фронтальными кадрами пения Шнайдера и Хюттера, а также групповым изображением группы за инструментами. Он будет скрыт вместе с музыкой.

## Выпуск и продвижение
В сентябре 1975 года группа отправилась в турне по Великобритании, отыграв 17 концертов в Англии. К 1975 году срок действия предыдущих издательских соглашений Хюттера и Шнайдера с Capriccio Music и Гамбургской студией Star Musik Studio истёк. Композиции на Radio-Aktivität были опубликованы их собственной недавно созданной музыкальной издательской компанией Kling Klang Verlag, что дало им больший финансовый контроль над использованием результатов написания песен. Кроме того, альбом был первым, принёсшим плоды деятельности Kling Klang как признанного Vanity Лэйбла в рамках нового лицензионного соглашения группы с EMI.
Radio-Aktivität был выпущен в октябре 1975 года. Для их продвижения звукозаписывающая компания отправила их в "настоящий Atomkraftwerk", чтобы сделать рекламные фотографии. На этих фотографиях группа была одета в белые защитные костюмы и противорадиационные ботинки на их обуви Альбом достиг 59-го места в канадских чартах в феврале 1976 года, также альбом достиг 22-го места в немецких чартах альбомов. Заглавный трек "Radioaktivität" был выпущен синглом в мае 1976 года и стал хитом во Франции, будучи проданным тиражом в 500 000 копий, а также в Бельгии в чартах.

## Приём
| Оценки критиков               | Оценки критиков |
| Источник                      | Оценка          |
| ----------------------------- | --------------- |
| AllMusic                      | [ 14 ]          |
| Drowned in Sound              | 8/10            |
| The Guardian                  | [ 16 ]          |
| The Irish Times               | [ 17 ]          |
| Mojo                          | [ 18 ]          |
| Q                             | [ 19 ]          |
| The Rolling Stone Album Guide | [ 20 ]          |
| Select                        | 4/5             |
| Spin Alternative Record Guide | 9/10            |
| Uncut                         | [ 23 ]          |

Выпуск Radio-Aktivität вызвал неоднозначные отзывы, а Rolling Stone раскритиковал альбом: "...ни один фрагмент альбома не сравнится с мелодичным/гармоническим чувством, которым был пропитан Autobahn, или творческим использованием электроники на более раннем альбоме Ralf und Florian". Uncut написали об их ремастере 2009 года, что альбом "начинается как сердцебиение в пустоте, ускоряясь до пульса, который сформирует основу заглавной песни, жуткую дань уважения неосязаемому (музыка, распадающиеся атомы), которое задерживается в атмосфере". Он считает, что альбом "имеет затхлый аромат Старой Европы, который стал хитом среди синтезаторных групп 1980-81 годов (например, Ultravox и Visage), и даже сейчас сохраняет леденящие кровь вагнеровские качества, благодаря использованию группой Vako Orchestron, похожего на хор родственника Меллотрона".
Крис Пауэр из Drowned in Sound в 2009 году похвалил его за ощущение эксперимента: "Мост между электронным экспериментализмом и мощным, новаторским объединением авангардной формы и запоминающейся коммерческой функции, которая была не за горами, Radio-Activity — это звук Kraftwerk, нашедший свой путь в странном новом ландшафте, в котором они были в самом процессе создания". В ретроспективном обзоре Джейсон Анкени из AllMusic назвал альбом "ключевой записью в продолжающемся развитии группы" и заявил, что он "ознаменовал возвращение Kraftwerk на более тупую территорию, широко используя статику, осцилляторы и даже похожие на Кейджа моменты тишины".

## Список композиций
В отличие от последующих альбомов Kraftwerk, немецкая и английская версии «Radio-Aktivität» отличаются друг от друга лишь названиями композиций; тексты песен остались без изменений.
Слова и музыка всех песен — Ральф Хюттер, Флориан Шнайдер и Эмиль Шульт, кроме указанных иначе.
| №                   | Название                                                   | Автор(ы)            | Англоязычное название | Длительность |
| ------------------- | ---------------------------------------------------------- | ------------------- | --------------------- | ------------ |
| 1.                  | «Geigerzähler» (с англ. — «Счётчик Гейгера», инструментал) | Хюттер, Шнайдер     | Geiger Counter        | 1:07         |
| 2.                  | «Radioaktivität» (с англ. — «Радиоактивность»)             |                     | Radioactivity         | 6:42         |
| 3.                  | «Radioland» (с англ. — «Радио-Земля»)                      |                     |                       | 5:50         |
| 4.                  | «Ätherwellen» (с англ. — «Радиоволны»)                     |                     | Airwaves              | 4:40         |
| 5.                  | «Sendepause» (с англ. — «Пауза», инструментал)             | Хюттер, Шнайдер     | Intermission          | 0:39         |
| 6.                  | «Nachrichten» (с англ. — «Новости», инструментал)          | Хюттер, Шнайдер     | News                  | 1:17         |
| Общая длительность: | Общая длительность:                                        | Общая длительность: | Общая длительность:   | 20:15        |

| №                   | Название                                                   | Автор(ы)            | Англоязычное название | Длительность |
| ------------------- | ---------------------------------------------------------- | ------------------- | --------------------- | ------------ |
| 7.                  | «Die Stimme der Energie» (с англ. — «Голос Энергии»)       |                     | The Voice of Energy   | 0:55         |
| 8.                  | «Antenne» (с англ. — «Антенна»)                            |                     | Antenna               | 3:43         |
| 9.                  | «Radio Sterne» (с англ. — «Радио-Звёзды»)                  |                     | Radio Stars           | 3:35         |
| 10.                 | «Uran» (с англ. — «Уран»)                                  |                     | Uranium               | 1:26         |
| 11.                 | «Transistor» (с англ. — «Транзистор», инструментал)        | Хюттер, Шнайдер     |                       | 2:15         |
| 12.                 | «Ohm Sweet Ohm» (с англ. — «Ом, Сладкий Ом», инструментал) | Хюттер, Шнайдер     |                       | 5:39         |
| Общая длительность: | Общая длительность:                                        | Общая длительность: | Общая длительность:   | 17:33        |

## Участники записи
Взято из примечаний к ремастеру 2009 года.
- Ральф Хюттер — вокал, синтезаторы, Оркестрон, электронное пианино, драм-машина, электроника
- Флориан Шнайдер — вокал, вокодер, Votrax, синтезаторы, электроника
- Карл Бартос — электронная перкуссия
- Вольфганг Флюр — электронная перкуссия

### Дополнительный персонал
- Петер Боллиг — технический звукорежиссёр (Kling Klang Studio, Дюссельдорф)
- Вальтер Куинтус — звукорежиссёр микширования (Rüssl Studio, Гамбург)
- Эмиль Шульт — обложка
- Роберт Франке — фотография
- Йоханн Замбриски — реконструкция оформления (ремастер 2009)

## Чарты

### Недельные чарты
| Чарт (1976)                   | Наивысшая позиция |
| ----------------------------- | ----------------- |
| Australia (Kent Music Report) | 94                |
| Австрия (Ö3 Austria)          | 4                 |
| Canada (RPM)                  | 59                |
| France (SNEP)                 | 1                 |
| Германия (Offizielle Top 100) | 22                |
| США (Billboard 200)           | 140               |

### Сертификации и Продажи
| Регион                                                       | Сертификация | Продажи  |
| ------------------------------------------------------------ | ------------ | -------- |
| Франция (SNEP)                                               | Золотой      | 100 000* |
| * Данные о продажах приведены только на основе сертификации. |              |          |